# Chad (serie televisiva)
Chad è una serie televisiva ideata, scritta e interpretata da Nasim Pedrad per il network TBS, su cui va in onda dal 6 aprile 2021.

## Trama
Chad è un ragazzo quattordicenne di origini persiane con l'obiettivo di raggiungere la popolarità durante il suo primo anno di liceo.

## Episodi
| Stagione         | Episodi | Prima TV USA | Prima TV Italia |
| ---------------- | ------- | ------------ | --------------- |
| Prima stagione   | 8       | 2021         | inedita         |
| Seconda stagione | 10      | 2024         | inedita         |

## Produzione
Nel febbraio 2016 la Fox ha ordinato un episodio pilota dal titolo Chad: An American Boy, con la sceneggiatura a cura di Nasim Pedrad e Rob Rosell. Ad agosto è stato annunciato che la serie sarebbe stata comprata da un altro network. Nel maggio 2019, la TBS ha acquistato la serie e ha iniziato la produzione di una stagione completa di 8 episodi. Nell'ottobre 2022 la serie è stata rinnovata per una seconda stagione, la quale andrà in onda su The Roku Channel.